# Groß Kreutz
Groß Kreutz település Németországban, azon belül Brandenburgban. Lakosainak száma 8988 fő (2023. december 31.).

## Népesség
A település népességének változása:
| Lakosok száma | 8197 | 8133 | 8738 | 8856 | 8948 | 8988 |
|               | 2010 | 2015 | 2020 | 2021 | 2022 | 2023 |